# Hallow
Hallow é um aplicativo católico americano de meditação e oração de propriedade da Hallow, Inc. 
O aplicativo Hallow oferece histórias bíblicas guiadas por áudio, orações, meditações, sono e música cristã.   Outros recursos incluem desafios comunitários e orações diárias, como a prática católica da Lectio Divina, músicas com curadoria, listas de orações e opções para definir rotinas de oração. 
Hallow está sediada em Chicago, Illinois, nos Estados Unidos.   Alex Jones é o diretor-executivo (CEO) da empresa. 

## História
A Hallow foi fundada por Alex Jones, Erich Kerekes e Alessandro DiSanto em dezembro de 2018.   Alex Jones, que cresceu como católico, perdeu a fé quando adolescente.   Com o uso da meditação, Jones optou por voltar ao catolicismo e tomou a decisão de criar uma plataforma para ajudar outras pessoas em situação semelhante.  
Em janeiro de 2022, o aplicativo foi lançado na língua espanhola. 
Em fevereiro de 2022, o aplicativo foi baixado mais de dois milhões de vezes.  A assinatura do Hallow está disponível em dois níveis: mensal e anual.   Desde então, o ator Jonathan Roumie, que interpretou Jesus em The Chosen, apareceu em anúncios do aplicativo. 
Em abril de 2022, Hallow anunciou uma parceria de US$ 20 milhões de dólares com o ator americano Mark Wahlberg.
Em junho de 2022, Hallow iniciou a campanha I am Here Eucharist em parceria com a Arquidiocese Católica Romana de Detroit.  